# Élise Turcotte
Élise Turcotte (Sorel-Tracy, Quebec, Canadá; 26 de junio de 1957) es una escritora y poeta quebequense.

## Biografía
Élise Turcotte obtuvo una licenciatura en artes y una maestría en estudios literarios en la Universidad de Quebec en Montreal . También tiene un doctorado de la Universidad de Sherbrooke.
De 1983 a 1984, fue asistente de investigación dentro del Grupo de Investigación sobre la representación de lo femenino en la literatura quebequense, bajo la dirección de Doris-Louise Hainault, además de ocupar un puesto de asistente docente en el departamento de filosofía de la UQAM. Desde 1986 enseña literatura en el Cégep du Vieux Montréal, además de publicar en varias revistas literarias: Estuaire, La Nouvelle Barre du jour, Mœbius y Lèvres urbaines.
Después de publicar colecciones de poesía, abordó  el género de la novela en 1991 con Le Bruit des choses vivants, ganadora del premio Louis-Hémon en 1992. Su tercera novela, La Maison Etrangere, ganó el Premio del Gobernador General en 2003, mientras que Guyana (2011) ganó el Grand Prix du livre de Montréal .
También se ha dedicado al cuento con la colección Caravane (1994) y publicó varias obras de literatura infantil y juvenil, en particular la serie Annette, manteniendo un interés constante por la escritura poética que le valió el Premio Émile Nelligan 1989 por La Tierra es aquí . 
Su cónyuge es el poeta Jean-Éric Riopel .

### Estilo literario
Su poesía es la búsqueda de lugares de refugio, espacios íntimos como el dormitorio y la cocina, al abrigo de la tormenta del mundo exterior. Los textos mencionan objetos cotidianos familiares  .

En un inquietante universo al borde de la muerte, la autora convoca fantasmas, amores, huidas, talismanes, músicas, animales y crueldades a través de retratos precisos que exploran lo más profundo de las cosas. La ciudad y sus sonidos ocupan un lugar importante en su obra, a menudo ambientada en Montreal y México. Su escritura surge de rebeldías, de resistencia, a veces adoptando la forma del reportaje poético o el tono del manifiesto. Con una amplia conciencia de la vida, Turcotte escribe sobre el tiempo que transcurre de manera circular al convocar la infancia, sus placeres y peligros. Sensual, su escritura es una celebración del cuerpo a través de diferentes deseos, objetos e insomnios. Impulsados por fuerzas invisibles, los escritos de Élise Turcotte son sorprendentes en su capacidad para estar tanto de avanzada como en el corazón de su época. Son secretos entregados con generosidad.
– Anthologie de la poésie actuelle des femmes au Québec
2000 | 2020, Vanessa Bell y Catherine Cormier-Larose, Les éditions du Remue-Ménage, 2021, 288 p. ISBN 9782890917347

### Impacto
Por el conjunto de su obra poética recibió el Gran Premio en el Festival Internacional de Poesía en 2002.
A lo largo de su carrera participó en numerosos eventos culturales como el Mes de la Lectura en Brno en República Checa (2008) y el Encuentro de Poetas del Mundo Latino en México (2007). También ha sido ponente invitada por diferentes universidades de Quebec, Francia, Bélgica, Países Bajos y Escandinavia.
Enseña literatura en el Cégep du Vieux Montréal. 
En 2023 publica su libro Autoportrait d'une autre en Ediciones Alto. En este libro "Élise Turcotte se embarca en contar la vida a la vez luminosa y oscura de su tía Denise Brosseau".
Los archivos de Élise Turcotte se conservan en el centro de archivos de la Bibliothèque et Archives nationaux du Québec de Montreal.

## Obra

### Novelas
- El sonido de los seres vivos, Leméac, Montreal / Actes sud, Arles, 1991, 244 p.ISBN 2742719563
- La isla de Merci, Leméac, Montreal, 1997, 202 p.ISBN 2760931919
- La Casa Extranjera, Leméac, Montreal, 2002, 221 p.ISBN 2760932486
- ¿Por qué hacer una casa con tus muertos ?, Leméac, Montreal, 2007, 124 p.ISBN 9782760932975
- Guyana, Leméac, Montreal, 2011, 114 p.ISBN 9782896942282
- El perfume del nardo, Éditions Alto, Quebec, 2015, 174 p.ISBN 9782760933354
- La aparición del ciervo, Éditions Alto, Quebec, 2019, 157 p.ISBN 9782896944439
- Autoportrait d'une autre, Ediciones Alto, 2023. (ISBN 9782896946341)

### Colección de cuentos
- Caravana, Biblioteca de Quebec, Montreal, 1994, 141 p.ISBN 2894062400

### Poesía
- En el delta de la noche, Les Écrits des forges, Trois-Rivières, 1982, 61 p.ISBN 2890460371
- Buques de guerra, Les Écrits des forges, Trois-Rivières, 1984, 61 p.ISBN 2890460622
- La Catástrofe, con Louise Desjardins, NBJ, Montreal, 1985, 34 p.ISBN 2893140483
- La Voz de Carla, VLB, Montreal, 1987, 97 p.ISBN 9782890052543
- Dark Menagerie, ediciones del Noroît, Montreal, 2002, 71 p.ISBN 9782890184985
- La tierra está aquí, VLB, Montreal, 2003, 106 p.ISBN 2890053695
- Piano melancólico, ediciones du Noroît, Montreal, 2005, 88 p.ISBN 2890185605
- Lo que ella ve, éditions du Noroît, Montreal, 2010, 58 p.ISBN 9782890186965
- La forma del día, éditions du Noroît, Montreal, 2016, 77 p.ISBN 9782897660147
- A mi regreso, éditions du Noroît, Montreal, 2022, 112 p.ISBN 9782897663353

### Ensayo
- Autobiografía del espíritu, La Mèche, Montreal, 2013 . 229 págs.ISBN 9782897070342

### Literatura infantil y juvenil.

#### Novelas juveniles
- Les Cahiers d'Annette, La escala de la corte, Montreal, 1998, 58 p.ISBN 2890213250 yISBN 9782890213258
- La lección de Annette, La Courte Escale, Montreal, 1999, 61 p.ISBN 2890213382 yISBN 9782890213388
- Annette y el vuelo nocturno, La Courte Escale, Montreal, 2000, 60 p.ISBN 2890214265 yISBN 9782890214262
- El mejor enemigo de Annette, La Courte Escale, Montreal, 2006, 62 p.ISBN 2890218759 yISBN 9782890218758

#### Poesía juvenil
- Viaja alrededor de mi cama, La Courte Scale, Montreal, 2002, 35 p.ISBN 289021558X yISBN 9782890215580
- Rosa : detrás del telón de la locura, La Courte Escale, Montreal, 2009, 48 p.ISBN 9782896510955 yISBN 2896510958

## Premios y honores[6]
- 1984 - Finalista del Premio del Gobernador General, Buques de guerra
- 1989 - Premio Émile-Nelligan, La Tierra está aquí
- 1989 - Finalista del Premio del Gobernador General, La Tierra está aquí
- 1992 - Premio Louis-Hémon por El sonido de los seres vivos
- 2002 - Gran Premio del Festival Internacional de Poesía
- 2003 - Premio del Gobernador General, La Maison Etrangere
- 2004 - Se finaliza la traducción al inglés de El sonido de los seres vivos para el Premio del Gobernador General
- 2008 - Finalista del Premio Literario Universitario, Por qué hacer una casa con tus muertos [7]
- 2010 - Premio del Gobernador General<span typeof="mw:DisplaySpace" id="mwARE">&nbsp;</span>: Literatura infantil en francés - texto, Rose : detrás de la cortina de la locura
- 2011 – Gran Premio del Libro de Montreal, Guyana
- 2020 - Finalista Prix des libraires du Québec,[8] categoría Novela, Quebec, por La aparición del ciervo
- 2021 - Premio Ringuet por La aparición del ciervo